# Amblyseius qinghaiensis
Amblyseius qinghaiensis är en spindeldjursart som beskrevs av Wang och Xu 1991. Amblyseius qinghaiensis ingår i släktet Amblyseius och familjen Phytoseiidae. Inga underarter finns listade i Catalogue of Life.